# Amphoe Khamcha-i
Amphoe Khamcha-i (Thai อำเภอคำชะอี) ist ein Landkreis (Amphoe – Verwaltungs-Distrikt) im Westen der  Provinz Mukdahan. Die Provinz Mukdahan liegt im westlichen Teil der Nordost-Region von Thailand, dem so genannten Isan.

## Geographie
Benachbarte Landkreise und Gebiete sind (von Norden im Uhrzeigersinn): die Amphoe Dong Luang, Mueang Mukdahan und Nong Sung der Provinz Mukdahan, sowie die Amphoe Kuchinarai und Khao Wong in der Provinz Kalasin.

## Geschichte
Khamcha-i wurde am 24. Juni 1941 zunächst als „Zweigkreis“ (King Amphoe) eingerichtet, indem die sechs Tambon Khamcha-i, Nong Sung, Ban Song, Ban Kho, Ban Lao und Nong Ian vom Amphoe Mueang Mukdahan abgetrennt wurden.
Im Jahr 1956 bekam Khamcha-i den vollen Amphoe-Status. 
Als 1982 die neue Provinz Mukdahan geschaffen wurde, war Khamcha-i einer der Landkreise, aus denen die neue Provinz ursprünglich bestand.

## Verwaltung

### Provinzverwaltung

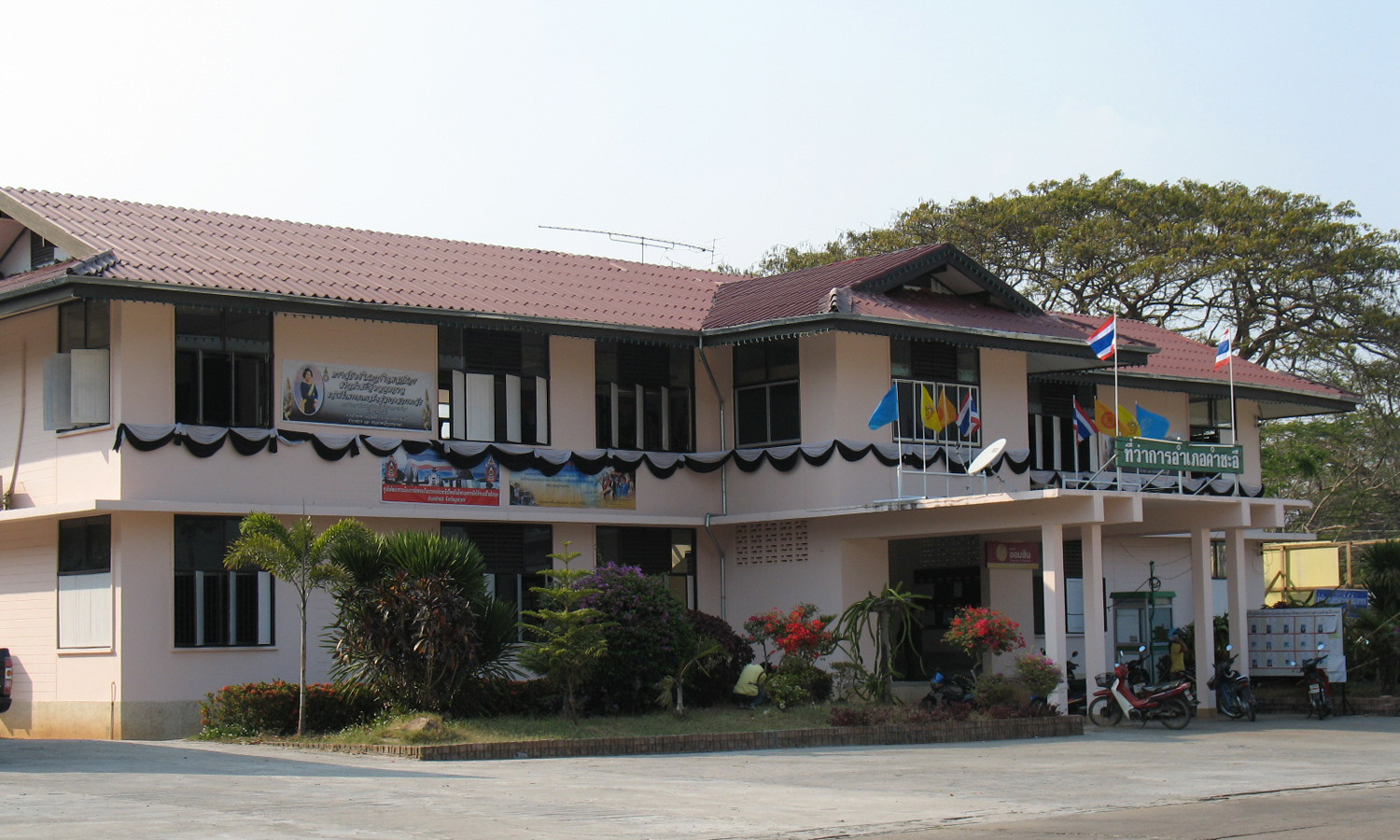
Das Verwaltungsgebäude von Khamcha-i

Der Landkreis Khamcha-i ist in neun Tambon („Unterbezirke“ oder „Gemeinden“) eingeteilt, die sich weiter in 88 Muban („Dörfer“) unterteilen.
| Nr.  | Name         | Thai       | Muban | Einw. |
| ---- | ------------ | ---------- | ----- | ----- |
| 03.  | Ban Song     | บ้านซ่ง      | 07    | 4.188 |
| 04.  | Khamcha-i    | คำชะอี      | 14    | 6.991 |
| 05.  | Nong Ian     | หนองเอี่ยน   | 10    | 5.371 |
| 06.  | Ban Kho      | บ้านค้อ      | 11    | 7.246 |
| 07.  | Ban Lao      | บ้านเหล่า    | 11    | 5.542 |
| 08.  | Phon Ngam    | โพนงาม     | 10    | 5.299 |
| 011. | Lao Sang Tho | เหล่าสร้างถ่อ | 07    | 4.028 |
| 012. | Kham Bok     | คำบก       | 06    | 2.507 |
| 014. | Nam Thiang   | น้ำเที่ยง     | 12    | 6.262 |

Hinweis: Die fehlenden Nummern (Geocodes) gehören zu den Tambon, aus denen heute Amphoe Nong Sung besteht.

### Lokalverwaltung
Es gibt eine Kommune mit „Kleinstadt“-Status (Thesaban Tambon) im Landkreis:
- Khamcha-i (Thai: เทศบาลตำบลคำชะอี) besteht aus Teilen des Tambon Nam Thiang.

Außerdem gibt es neun „Tambon-Verwaltungsorganisationen“ (องค์การบริหารส่วนตำบล – Tambon Administrative Organizations, TAO):
- Ban Song (Thai: องค์การบริหารส่วนตำบลบ้านซ่ง)
- Khamcha-i (Thai: องค์การบริหารส่วนตำบลคำชะอี)
- Nong Ian (Thai: องค์การบริหารส่วนตำบลหนองเอี่ยน)
- Ban Kho (Thai: องค์การบริหารส่วนตำบลบ้านค้อ)
- Ban Lao (Thai: องค์การบริหารส่วนตำบลบ้านเหล่า)
- Phon Ngam (Thai: องค์การบริหารส่วนตำบลโพนงาม)
- Lao Sang Tho (Thai: องค์การบริหารส่วนตำบลเหล่าสร้างถ่อ)
- Kham Bok (Thai: องค์การบริหารส่วนตำบลคำบก)
- Nam Thiang (Thai: องค์การบริหารส่วนตำบลน้ำเที่ยง)